# Jean-Jacques Tizié
Jean-Jacques Tizié   (Abidjan, 7 de setembre de 1972) és un exfutbolista ivorià de la dècada de 2000.
Fou internacional amb la selecció de futbol de Costa d'Ivori amb la qual participà en la Copa del Món de futbol de 2006.
Pel que fa a clubs, destacà a Espérance de Tunis i Africa Sports.